# Amine

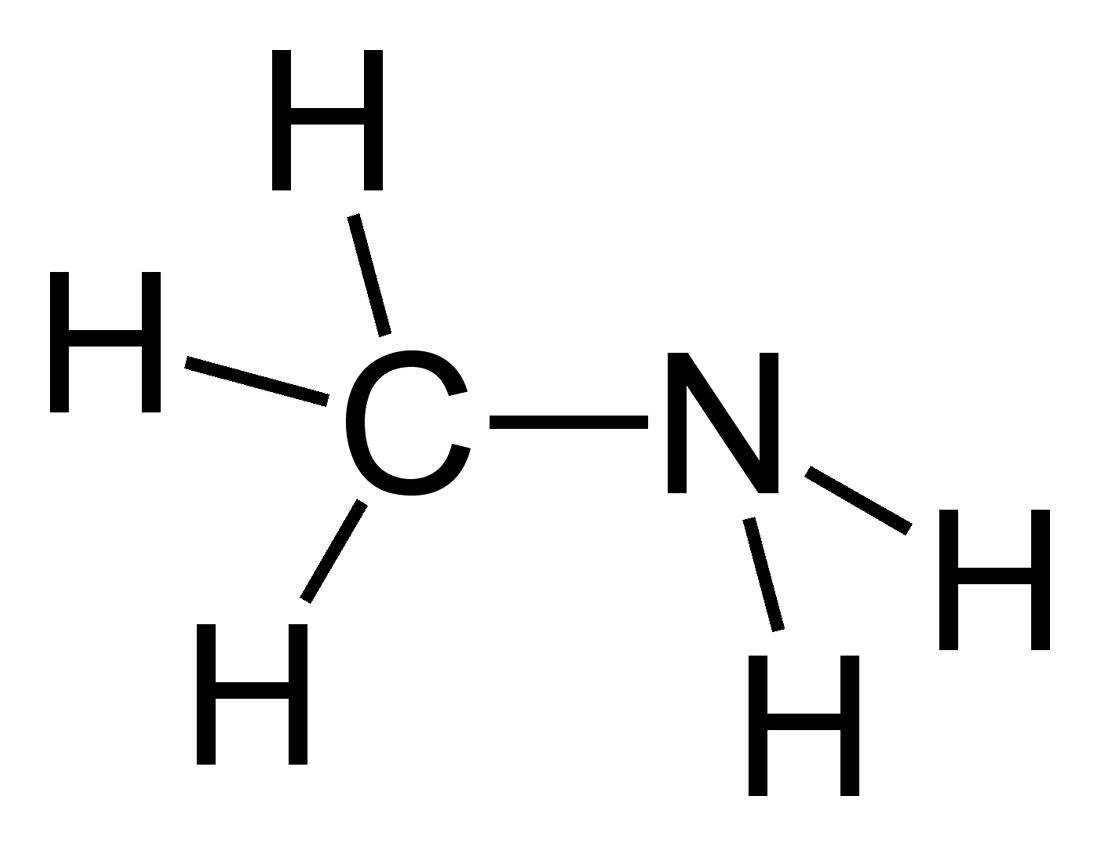
Monomethylamine

Met een amine kan in de chemie zowel een atoomgroep als een stof bedoeld worden. 

## Atoomgroep
Een amine is een functionele groep bestaande uit een stikstofatoom met daaraan gebonden drie koolstof- en/of waterstofatomen. Afhankelijk van het aantal koolstofatomen spreekt men van een:
- primair amine: aan het stikstofatoom is één alkylgroep gebonden (en twee waterstofatomen).
- secundair amine: aan het stikstofatoom zijn twee alkylgroepen gebonden (en één waterstofatoom).
- tertiair amine: aan het stikstofatoom zijn drie alkylgroepen gebonden (en geen waterstof).

Dit wordt genoteerd als alkyl(a)-alkyl(b)-alkyl(c)-amine (tertiair amine), analoog wordt secundair amine genoteerd als alkyl(a)-alkyl(b)-amine en primair amine als alkyl-amine.
Er wordt ook gesproken over eenwaardige (1 aminofunctie, bijvoorbeeld 2-butylamine), tweewaardige (2 aminofuncties op 2 verschillende C-atomen, bijvoorbeeld diaminoethaan) en driewaardige aminen (3 aminofuncties op 3 verschillende C-atomen, bijvoorbeeld 1,2,3-triaminopropaan).
Net als bij de alkanolen zijn diamines met de aminogroepen aan hetzelfde koolstofatoom meestal niet stabiel.

## Stof
Een organische chemische verbinding met een aminogroep wordt ook amine genoemd.

## Ruimtelijke structuur

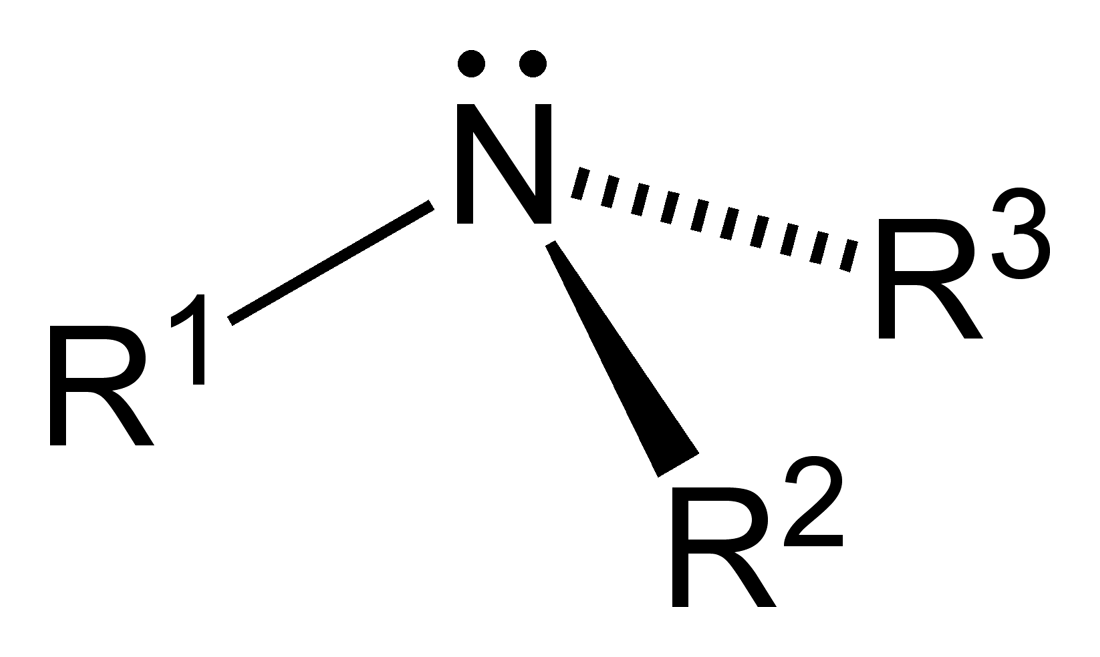
Ruimtelijke structuurweergave van een amine.

Aminen lijken in structuur op ammoniak, NH3; het stikstofatoom en de gebonden groepen vormen een driehoekige piramide. Stikstof draagt immers een vrij elektronenpaar, dat relatief meer ruimte inneemt dan de waterstoffen, waardoor er sp3-hybridisatie optreedt. Het vrij elektronenpaar op stikstof kan in de meeste gevallen doorklappen, de zogenaamde stikstofinversie.

## Eigenschappen

### Ammoniak-achtig
Niet alleen de structuur van aminen lijkt op ammoniak. Ook de eigenschappen van aminen en ammoniak zijn vergelijkbaar. Net als ammoniak kunnen Amine-verbindingen waterstofbruggen doneren, en accepteren. Ze zijn ook basisch: ze kunnen, net als ammoniak, een extra H+-kation opnemen en daarmee samen een positief geladen groep vormen. Zo'n geladen groep kan alleen nog sterke waterstofbruggen doneren, niet meer accepteren.

### Geur
Aminen hebben een sterke, onaangename geur (ammoniak, rotte vis).

## Toepassingen
- Als organische base (worden in contact met carbonzuren omgezet in amiden);
- Tri-ethylamine is een veel gebruikte basische stof in de organische synthese

## Voorbeelden
De eenvoudigste amine is methylamine. De eenvoudigste aromatische amine is aniline. Aniline wordt gebruikt bij de productie van kleurstoffen en geneesmiddelen.